# Cheval au Botswana
Vous lisez un « bon article » labellisé en 2023.
Le cheval (tswana : itona ; shona : bhiza) est initialement introduit au Botswana depuis l'Afrique du Sud par des explorateurs puis des colons européens, au XIXe siècle. Le nombre de chevaux a beaucoup augmenté durant la seconde moitié du XXe siècle, après l'indépendance du pays, en raison de leur utilisation pour la chasse et en parallèle de la raréfaction de leur usage pour les transports. Avec une population de plus de 30 000 individus en 2014, le cheval est utilisé lors de chasses de subsistance, de compétitions d'endurance et de safaris touristiques. 
La présence du cheval est marquée dans les régions de Maun et de l'Ouest, où l'ensablement causé par le désert du Kalahari complique les déplacements avec des véhicules à moteur. Une douzaine de races de chevaux différentes sont présentes au Botswana, dont l'Arabe et le Pur-sang. Le Botswana est aussi le foyer de plusieurs maladies mortelles pour les chevaux, notamment la peste équine, la nagana et la rage. 

## Histoire
Le cheval domestique (Equus caballus) ne fait pas partie de l'histoire du Botswana et n'est pas indigène de ce pays, plus connu pour ses Zèbres des plaines (E. quagga), qui y sont une espèce emblématique, prédatée par la Hyène tachetée (Crocuta crocuta). 
Les premiers chevaux importés dans le sud de l'Afrique le sont depuis Le Cap, au XVIIe siècle. La plupart des chevaux du Botswana ont été importés depuis l'Afrique du Sud. Il existe des attestations d'exploration du territoire qui deviendra le Bechuanaland puis le Botswana par l'Anglais William Cornwallis Harris en 1836, puis par d'autres cavaliers européens blancs durant les années 1840.

### Sous le protectorat du Bechuanaland (1885-1966)
Lorsque le territoire dénommé « Bechuanaland » est déclaré protectorat britannique (en) le 21 mai 1884, il ne faut que six semaines pour que des forces de police, majoritairement d'origine britannique, commencent à s'organiser afin de contrôler ce nouveau territoire. Elles incluent une police montée, utilisée notamment pour contrôler la frontière entre le Bechuanaland et l'Afrique du Sud,. À la Bechuanaland Mounted Police (police montée du Bechuanaland), créée en 1885, par le major Stanley Lowe pour le maintien de l'ordre et la répression du vol de bétail, succède la Bechuanaland Border Police (police des frontières du Bechuanaland) en 1889-1890.
Les attestations de contact des populations locales avec le cheval sont plus tardives. En 1916, Khama, le Ksogi (chef de tribu) du peuple Bamangwato au Bechuanaland, est frappé au genou par un cheval ; il invite alors son fils Sekgoma II (en), en exil depuis 10 ans, à gouverner à Serowe. En 1954, l'auteur John Brown décrit la présence de poneys dans la région de Gordonia du désert du Kalahari, alors qu'il pensait antérieurement que ce désert n'était pas un environnement vivable pour des chevaux.
En 1961, la population chevaline du Botswana est estimée à 7 663 têtes. Le cheval domestique est décrit comme « l'aristocrate du bétail du Botswana », puisque son prix est de 3 à 6 vaches, ou 15 à 30 ânes. Les hommes de la région de Nyae Nyae avaient l'habitude de chasser la girafe à cheval, mais le gouvernement du Sud-Ouest africain déclare cette chasse illégale en 1953. Dès lors, les chevaux sont essentiellement utilisés comme moyen de transport, mais la chasse a sans doute continué de manière plus prudente. Des embuscades de gibiers sont réalisées de nuit, quand les chasseurs sont moins susceptibles d'être repérés. Les Dobe Ju/’hoansi dépendent très fortement de la chasse au début des années 1960, lorsque leur population s'accroît et s'appuie sur l'usage du cheval, des armes à feu et des véhicules motorisés.

### Depuis l'indépendance du Botswana (1966-présent)

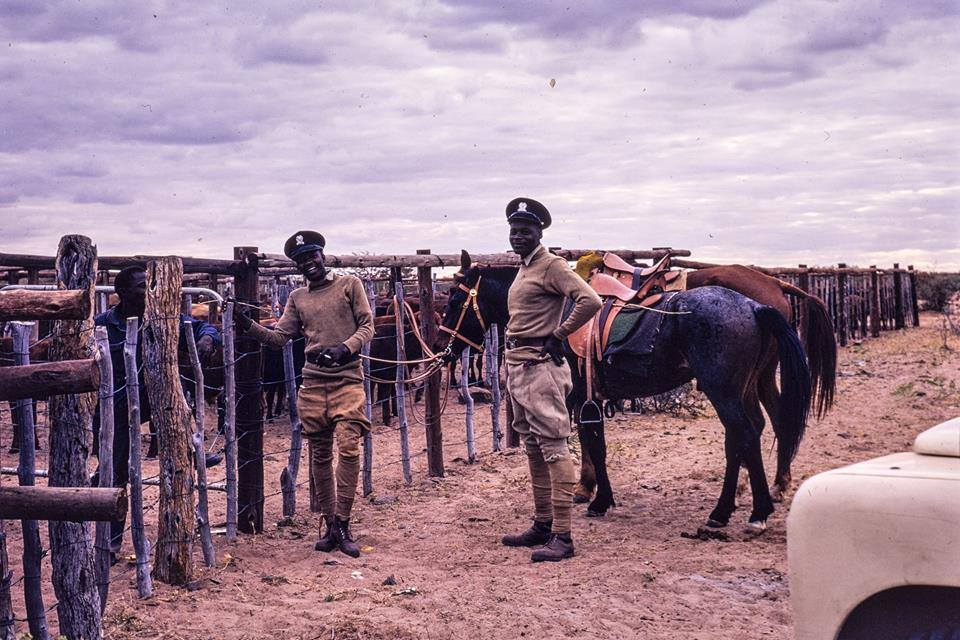
Police montée du Botswana durant les années 1970.

Le développement progressif des routes et d'infrastructures de transport rend le recours aux chevaux inutile dans certaines régions densément peuplées du pays. Néanmoins, la population de chevaux se développe, passant de 11 000 têtes en 1970 à 34 000 têtes en 1990, environ. Ce développement est notamment dû à la popularité de la chasse à cheval. L'équitation devient la technique de chasse la plus efficiente durant les années 1970. Dans les années 1970 et 1980, les San de la réserve centrale du Kalahari adoptent progressivement la chasse à cheval, et abandonnent dans le même temps l'usage des arcs à flèches empoisonnées au profit de la lance, grâce à la vitesse que leur octroie l'équitation,, comme le montrent les études menées dans la région de Xai/Xai (Ngamiland) entre 1973 et 1980.
Il s'agit d'un changement majeur tant dans leur stratégie de chasse que dans son taux de succès : l'usage du cheval permet d'accroître la surface explorée pendant la chasse. Dans les années 1980 et 1990, les jeunes capables d'acheter ou de louer un cheval privilégient cette technique de chasse à la lance, grâce à une transmission des savoirs d'équitation.

## Pratiques et usages

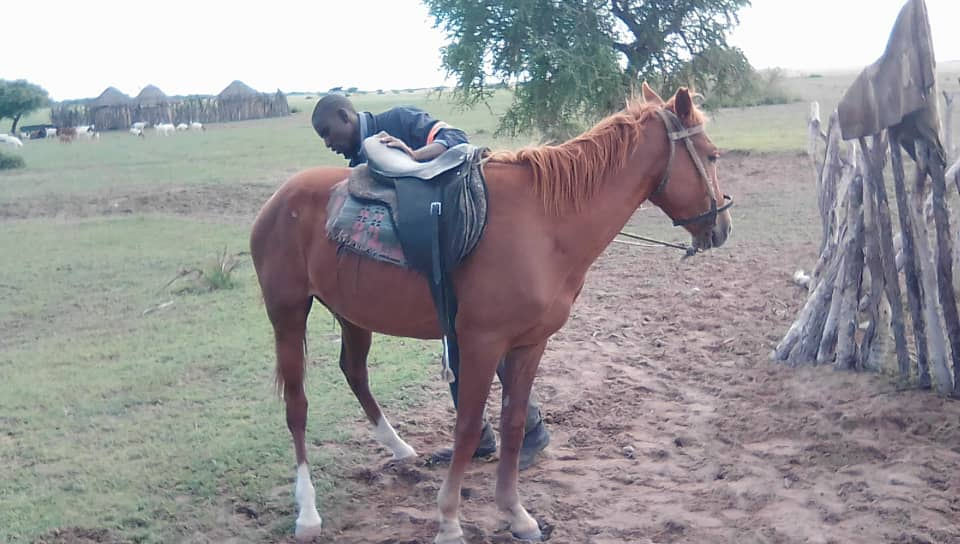
Préparation d'un cheval avant un déplacement monté, en 2020.

Comme l'âne, le cheval reste utilisé pour le transport monté et pour sa force de traction,. Il n'est cependant d'usage à cette fin que dans les régions de l'Ouest et de Maun, en raison du mauvais état des routes régulièrement ensablées. Le cheval est plus fréquemment monté qu'attelé. Les éleveurs de moutons de race Karakul établis dans le sud du Kalahari recourent à des chevaux, des ânes et des mules. Les possesseurs de chevaux de chasse utilisent leur animal pour une variété d'autres activités.
La base de données de la Fédération équestre internationale (FEI) reconnaît une fédération nationale de sports équestres au Botswana, la Horse Society of Botswana (HSB). Le pays n'a cependant décroché aucune médaille lors d'un évènement équestre international majeur (Jeux équestres mondiaux ou Jeux olympiques). En 2023, la Horse Society of Botswana organise dix compétitions officielles dans ce pays : quatre de saut d'obstacles, une de dressage, une d'attelage, cinq d'endurance, une de reining, une de voltige, une de para-dressage et une de para-attelage.
Dans sa thèse soutenue en 2020 à l'université du Botswana, Tinieri Maeresera soutient que le fumier de cheval peut fertiliser les plantations de Cenchrus cilié (Cenchrus ciliaris).

### Chasse

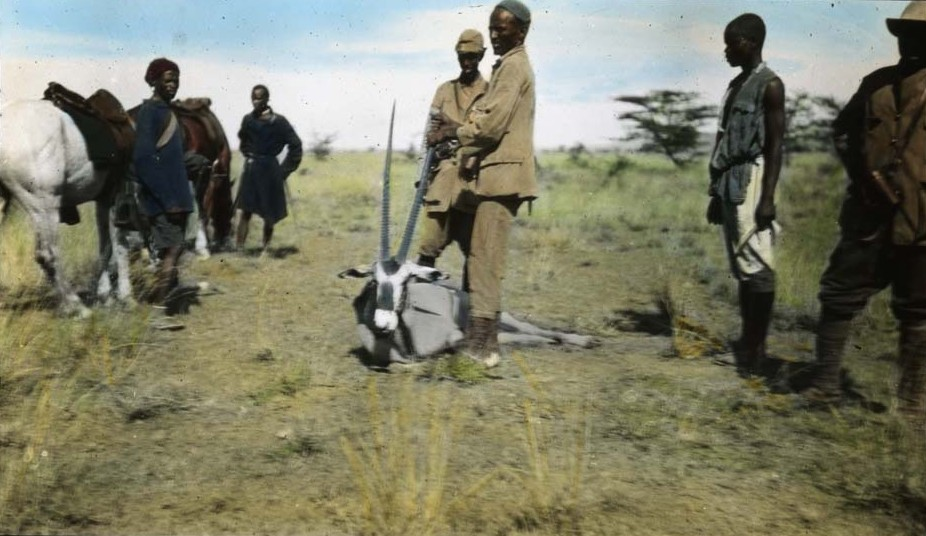
Chasse d'un Oryx gazelle (Oryx gazella) à l'aide de chevaux, vers 1909.

La chasse de subsistance montée est légalement autorisée par les lois du Botswana, permettant aux peuples locaux de chasser dans les réserves avec l'aide d'un cheval, d'un fusil et de chiens,. Le Wildlife and National Parks Wildlife Act of 1992 (« loi de 1992 sur la vie sauvage et les parcs nationaux ») interdit la chasse depuis des véhicules motorisés, expliquant l'usage du cheval. Les lois du Botswana sont différentes de celles de la Namibie voisine, qui interdit totalement la chasse à cheval. Cette chasse à cheval est notamment pratiquée le long de la frontière entre le Botswana et la Namibie.
Les Mbanderu (en) y recourent pour des chasses sur longue distance, parfois accompagnés par des JuJ'hoansi. Environ un tiers des hommes chasseurs de Xai/Xai sont familiers de la chasse à cheval avec des armes à feu ou des lances. 
Cette chasse à cheval est particulièrement utilisée pour traquer les élands, les girafes, et les oryx gazelles. Elle se révèle très efficace pour la chasse aux grandes antilopes, telles que l'Éland (Taurotragus oryx). Il existe aussi du braconnage de viande de brousse (notamment dans le delta de l'Okavango), qui s'appuie sur le développement récent des pratiques de poursuite à cheval, nuisant au tourisme.

### Endurance
D'après la présidente de l'Association d'équitation d'endurance du Botswana (Botswana Endurance Riding Association, BERA), Sharon Du Plessis, la pratique nationale de l'endurance remonte à la fin des années 1990, lorsque plusieurs cavaliers du Botswana se rendent compte conjointement qu'ils sont suffisamment nombreux pour organiser des compétitions viables dans leur propre pays, plutôt que de se déplacer en Afrique du Sud. La pratique gagne progressivement en importance et compte en 2006 deux clubs locaux, un à Ghanzi et un autre à Lobatse. La BERA utilise un système de vet-gate sur ses compétitions, conformément aux règles déterminées par la Fédération équestre internationale. La saison des courses d'endurance s'étend habituellement de février à juin, les températures pouvant être très chaudes. Environ six courses d'endurance sont organisées chaque année au Botswana, généralement sur 80 km.
L'une des courses d'endurance les plus réputées est celle de Tau Tona Lodge, à Ghanzi, dans le désert du Kalahari. La course de Lobatse, autre événement prestigieux, se déroule sur un sol plus caillouteux et attire des participants de l'Espagne, d'Abou Dabi, du Royaume-Uni, de la Namibie et de l'Afrique du Sud. Les cavaliers botswanais concourent en Afrique du Sud afin de décrocher une qualification sur des distances plus longues, indispensable pour accéder aux championnats du monde d'endurance. 
L'endurance est généralement pratiquée avec un cheval arabe, race élevée au Botswana.

### Safaris

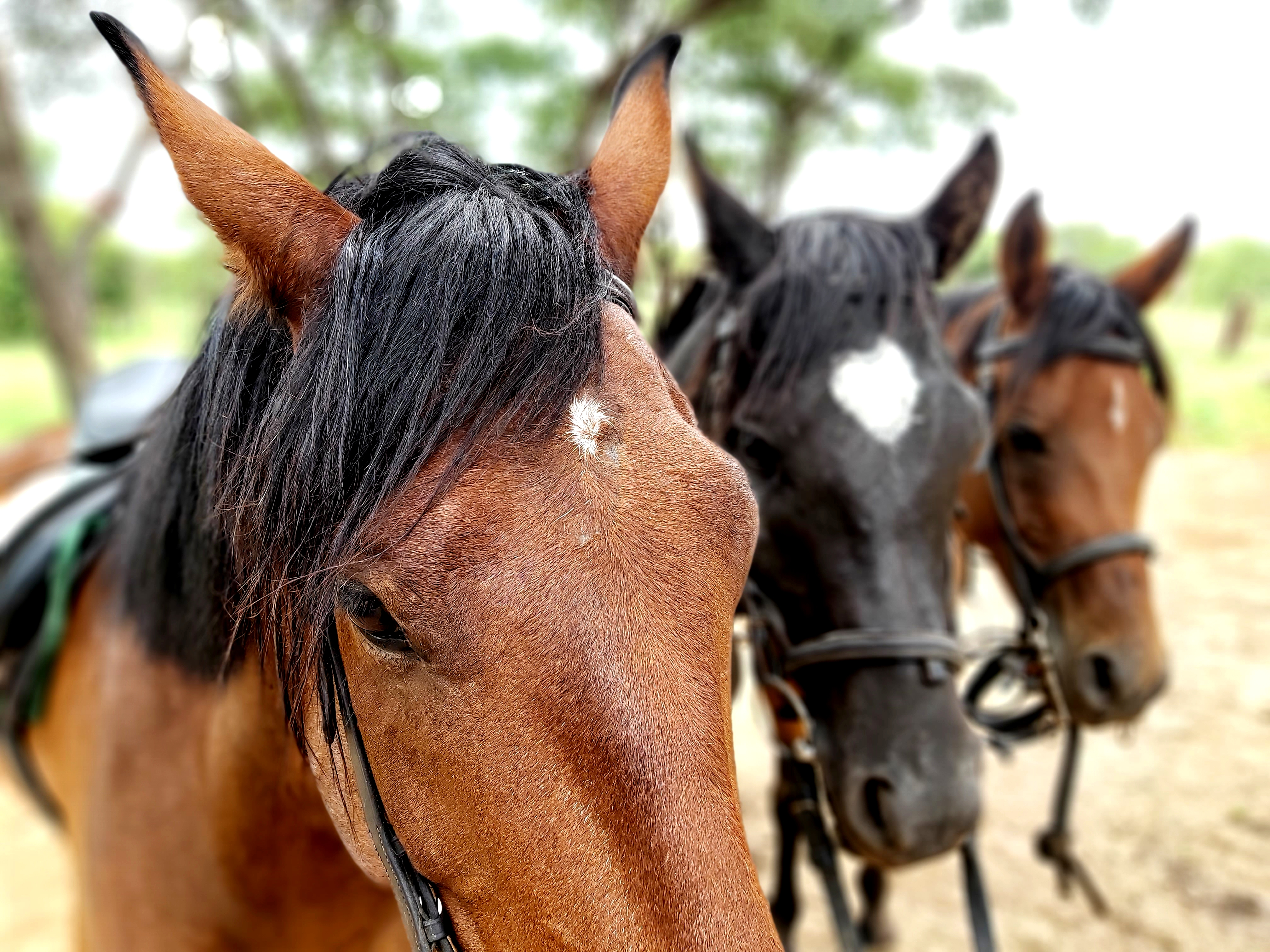
Chevaux de travail de la région de Paje en 2020.

Le Botswana fait partie des destinations africaines populaires pour du tourisme équestre monté, dans la catégorie du tourisme d'aventure. Une enquête par sondage, publiée en 2021, montre que les activités d'équitation sont très appréciées dans une démarche d'écotourisme.
Plusieurs auteurs de guides touristiques décrivent le Botswana (en 2010 et 2022) comme l'une des meilleures destinations africaines pour un safari à cheval, notamment grâce à la variété de sa faune sauvage,,. Ces safaris sont généralement réservés aux cavaliers de plus de douze ans, à l'aise aux trois allures,. Des safaris montés sont proposés pour visiter le delta de l'Okavango ou encore le long du Zambèze, également avec des circulations de calèches de style victorien. Ils constituent une activité potentiellement dangereuse dans la mesure où des prédateurs (lion, etc.) sont susceptibles de s'attaquer aux chevaux.
Les races de chevaux montées en safari sont le Pur-sang, des demi-sang, l'Arabe, l'Anglo-arabe, le croisement de Frison et le cheval de sport local, issu du croisement entre le Boer et le Saddlebred américain. Tous ces animaux sont dressés et mesurent entre 1,42 m et 1,73 m.

## Élevage

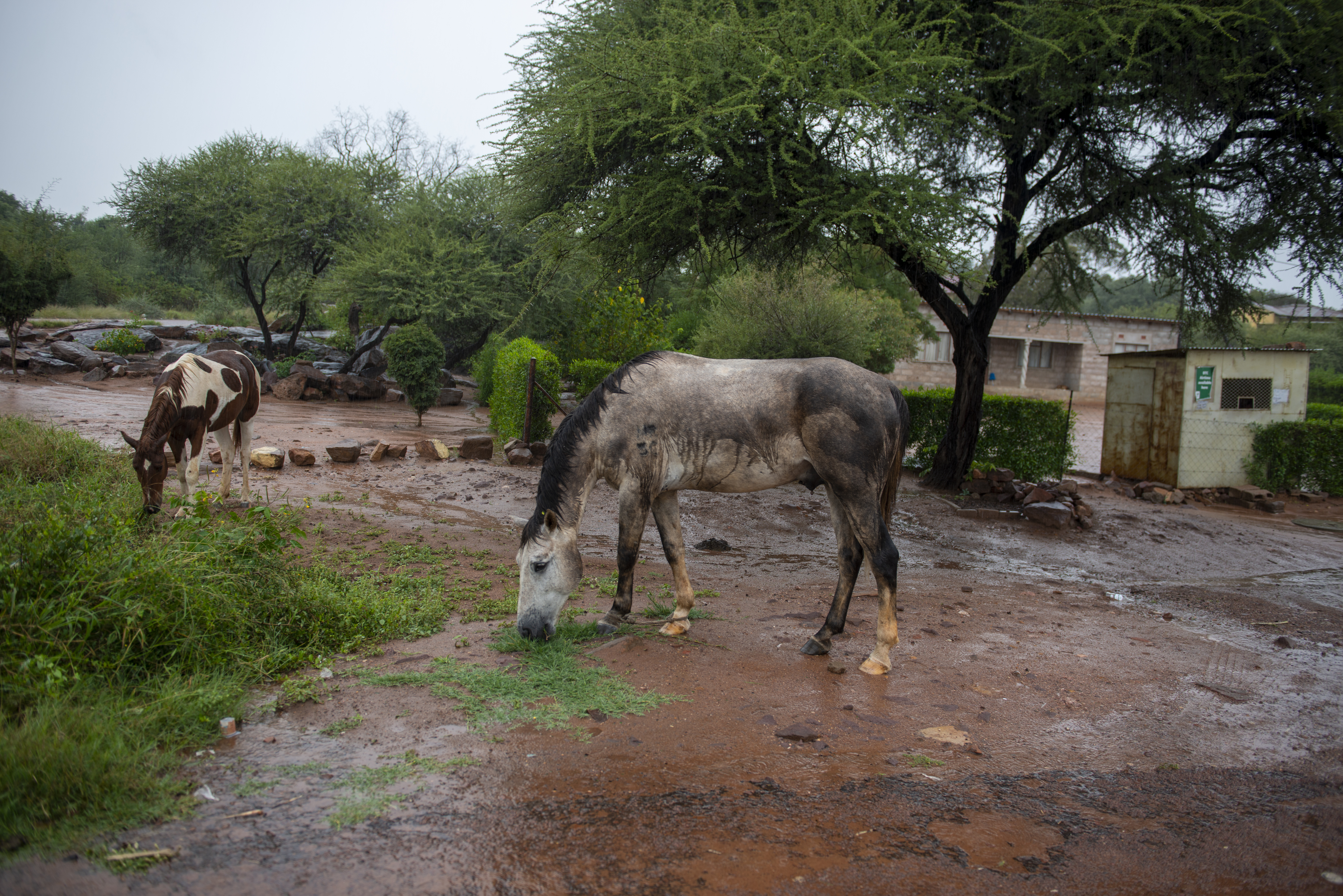
Deux chevaux à Mochudi en 2022.

Les Tswana, peuple pastoral, ont l'habitude d'élever toutes sortes d'animaux domestiques. Quelques !Kung ont commencé à posséder des chevaux dans les années 1960, soit pour eux-mêmes, soit dans le cadre d'un travail pour un fermier blanc.
L'ouvrage Equine Science (2017) ne fournit aucune estimation de la population chevaline du Botswana ; cependant, Chris J. Mortensen indique sur la base des données de l'Organisation des Nations unies pour l'alimentation et l'agriculture (FAO) la présence d'un cheptel de 30 907 têtes en 2014.
En 2008, Oladimeji Idowu Oladele et Milly Monkhei fournissent les données genrées et chiffrées suivantes, relatives à la propriété de 25 387 chevaux recensés dans ce pays, au total : 
| Région                | Chevaux possédés par des hommes | Chevaux possédés par des femmes |
| --------------------- | ------------------------------- | ------------------------------- |
| Région du Sud         | 3 316                           | 526                             |
| Région de Gaborone    | 2 079                           | 370                             |
| Région centrale       | 4 795                           | 590                             |
| Région de Francistown | 869                             | 168                             |
| Région de Maun        | 5 319                           | 1 226                           |
| Région de l'Ouest     | 5 275                           | 854                             |
| Total                 | 21 653                          | 3 734                           |

Les régions de Maun et de l'Ouest sont celles qui élèvent le plus de chevaux. Il existe aussi des différences géographiques dans la propriété des chevaux : les femmes de la région de Maun en détiennent davantage que celles des autres régions.
Peu d'informations sont connues à propos de l'élevage local. La plupart des chevaux du Botswana sont gardés dans des fermes traditionnelles, qui font vraisemblablement appel à peu d'élevage sélectif contrôlé. 

### Races élevées

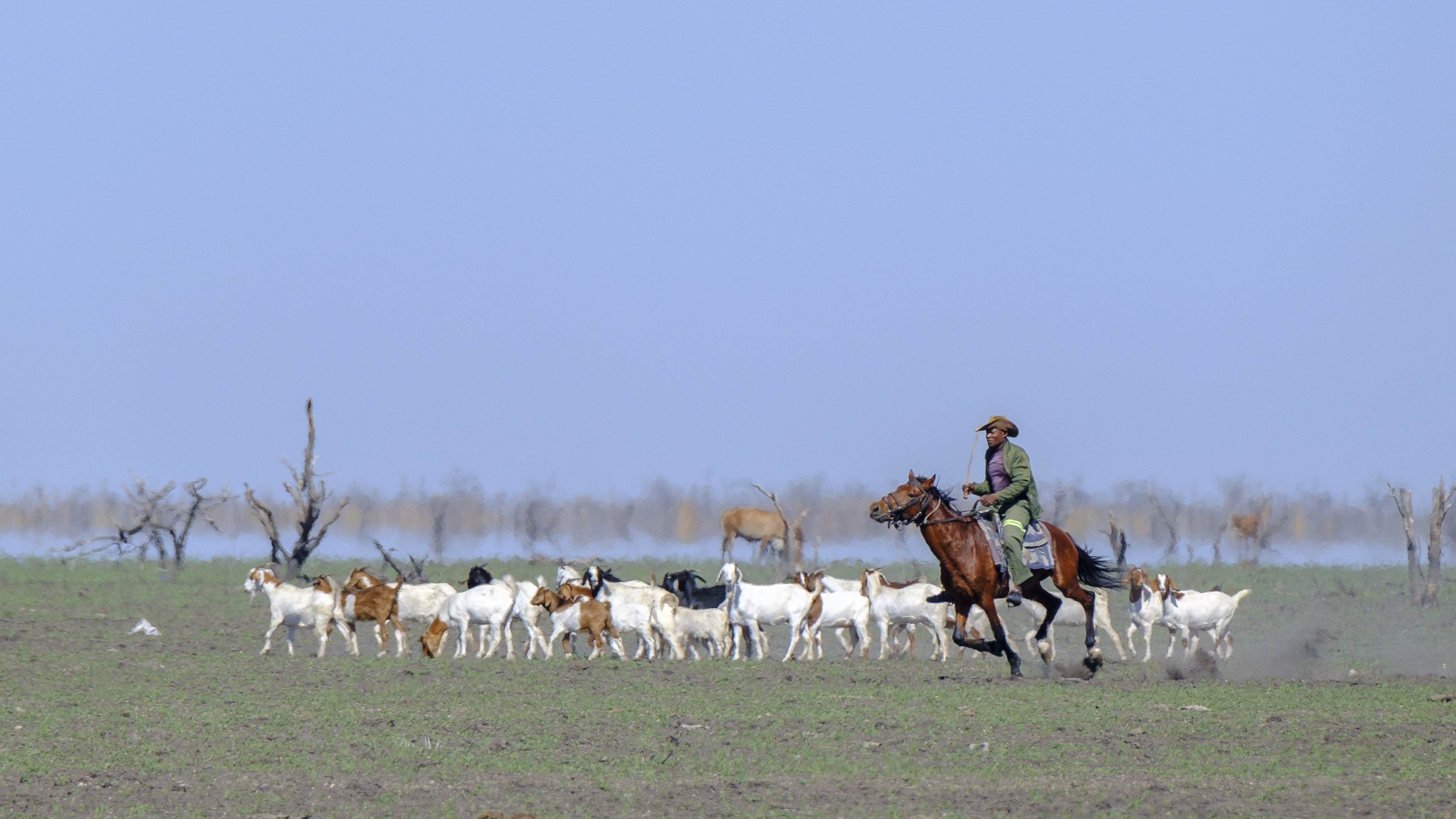
Cavalier agricole s'apprêtant à déplacer ses chèvres en 2019.

La base de données DAD-IS cite douze races de chevaux élevées au Botswana : l'Appaloosa, l'Arabe, le Boer sud-africain, le Hanovrien, le poney du Kalahari, le Nooitgedacht, le Quarter Horse, le Pur-sang, le Tswana, le cheval de sport (Warmblood) et le poney Welsh.
Le Pur-sang est élevé localement pour le croisement, le travail du bétail, la rente, ainsi que pour des motifs culturels tels que des courses de chevaux et de l'équitation sportive. L'Appaloosa, le Quarter Horse, le Nooitgedacht, l'Arabe et le cheval de sport le sont pour les mêmes motifs, auxquels s'ajoutent la chasse, le bât, et la valorisation de leur fumier. Le Boer sert, de plus, à l'équitation des enfants. Le Tswana est élevé pour toutes les finalités précédemment citées, ainsi que pour sa viande.
Il n'existe pas de données relatives aux usages du Hanovrien, ni du Welsh.
Le poney du Kalahari est décrit comme une « race localement adaptée », mais il n'existe ni données de population, ni données à propos des usages.

### Maladies et parasitisme
Le Botswana est un foyer endémique de la rage, qui peut toucher les chevaux à rare fréquence (3,13 % des cas de rage détectés dans ce pays entre 1989 et 2006). De nombreux foyers de grippe équine ont été signalés en Afrique du Sud, au Lesotho et en Namibie, près de la frontière avec le Botswana en 1987, mais aucun cas n'a été répertorié au Botswana ; dès la déclaration des foyers épidémiques, les déplacements de chevaux ont été restreints. 

#### Mouches tsé-tsé et Nagana
Les régions les plus chaudes de l'Afrique australe sont infestées de mouches tsé-tsé (Glossina), qui transmettent des trypanosomes, parasites sanguins à l'origine d'une maladie mortelle pour les chevaux, la nagana. Ces mouches sont présentes le long du fleuve Limpopo, notamment à l'endroit où il rencontre son affluent, la Pongola. L'explorateur Frank Vardon a notamment découvert ces insectes dans la région alors qu'il y voyageait à cheval en 1845 ou 1846.

#### Peste équine
La peste équine, un virus transmis par de minuscules moucherons, dévaste aussi régulièrement l'Afrique australe. Un suivi épidémiologique montre qu'entre 1995 et 2004, 99 cas cliniques ont été détectés au Botswana, tous chez des chevaux non-vaccinés. Les espèces vectrices au Botswana sont Culicoides miombo et Culicoides imicola (en), qui est la plus fréquemment trouvée d'après les recherches effectuées à Gaborone en 1997.
Cette réalité entraîne un impact économique sur les propriétaires de chevaux (par exemple, chez les organisateurs de safaris), mais aussi une perte affective. Les carnivores qui dévoreraient la viande d'un cheval infecté peuvent être contaminés à leur tour.
Il existe des campagnes de sensibilisation auprès des propriétaires de chevaux pour les faire vacciner.

## Culture
Dans L'enfant et le cheval de vent (2016), l'auteur Rupert Isaacson raconte un voyage avec son fils autiste Rowan pour monter à cheval chez les Bushmen de Namibie, puis au Botswana. En raison de son soutien aux peuples natifs dans son livre Les derniers hommes du Kalahari (2008), Isaacson a été interdit de séjour au Botswana.